# Studio Mumbai
Fondé en 1996 par l’architecte Bijoy Jain, le Studio Mumbai est une agence d'architectes qui se compose de Samuel Barclay (architecte américain), Jivaram Sutar (charpentier), Pandurang Malekar (maçon) et Bhaskar Raut (maçon traditionnel et menuisier).
Bijoy Jain est né en 1965 à Bombay en Inde. Il est architecte diplômé de la Washington University de St Louis, États-Unis, en 1990. Après avoir travaillé à Los Angeles et comme praticien indépendant en Angleterre entre 1989 et 1995, il retourne à Bombay en 1995 pour fonder son agence.

## Philosophie de l'agence
Forte de plusieurs compétences dues aux divers corps de métiers spécialisés présents, l’équipe du Studio Mumbai travaille de manière différente de la plupart des agences d’architecture et s’occupe de tous les aspects, du design à la construction. En effet, celle-ci base ses réflexions sur un procédé interactif avec la conception de maquettes à échelle 1:1 et non sur un travail de dessin. Celles-ci permettent alors d’aborder la complexité du projet, comme dans le cas d’un projet situé entre des arbres, où il devient plus facile d’organiser les choses. Nous pourrions penser que le dialogue entre artisans et architectes peut être compliqué, mais avec le temps les deux parties acquièrent le langage de l’autre permettant une compréhension et une entente parfaite.
Dans leur conception du projet, les personnes de l’agence engagent une considération méticuleuse du lieu, de la façon de faire inspirée des arts traditionnels, des techniques de construction locales et des matériaux locaux. L’essence de leur œuvre repose ainsi sur une relation terre / forme et histoire / forme. Ainsi, leur objectif est de montrer l’authenticité des possibilités de créer des bâtiments qui surgissent d’un processus de dialogue collectif et d’un échange mutuel de connaissance. C’est d’ailleurs une condition pour avoir recours à l’agence, qui est d’accepter cette manière de faire qui réside dans une prise en compte de tous les corps de métier.

## Réalisations
- 2003 : Salle de lecture, Nagaon, Maharashtra (Inde)
- 2003 : Maison Kapadia, Satirje, Maharashtra (Inde)
- 2005 : Maison Tara, Kashid, Maharatra (Inde)
- 2006 : Bungalow 8, Mumbai, Maharashtra (Inde)
- 2007 : Maison Palmyra, Nandgaon, Naharashtra (Inde)
- 2007 : Leti 360 Resort, Leti, Uttaranchal (Inde)
- 2008 : Maison à Pali Hill, Bandra, Mumbai (Inde)
- 2008 : Maison Utsav, Satirje, Maharashtra (Inde)
- 2008 : Maison Belavali, Belavali, Maharashtra (Inde)
- 2008 : Maison d’invités Trinity, Kochin, Karala (Inde)
- 2008 : Centre de recherche, Pune, Maharashtra (Inde)
- 2009 : Maison Cobre I. Nandgaon, Maharashtra (Inde)
- 2010 : Maison Cooper II, Chondi, Maharashtra (Inde)
- 2010 : In-Between Architecture, Musée Victoria & Albert, Londres (Royaume-Uni)
- 2010 : Work-Place, Biennale de Venise 2010, Venise (Italie)
- 2011 : Maison  Cobre II. Chondi, Maharashtra (Inde)
- 2011 : Imagination botanique. Jardin botanique Pha Tad Ke, Luang Prabang (Laos)
- 2011 : Rénovation urbaine pour la Communauté Zabaleen, Le Caire (Égypte)
- 2011 : Maison Ahmedabab, Ahmedabab, Gujarat (Inde)
- 2011 : Campus de Avsara Women’s Leadership Academy, Pune, Maharashtra (Inde)
- 2011 : Maison à Kankeshwar Hill. Kankeshwar (Inde)
- 2011 : Maison Kottayam, Kerala (Inde)
- 2011 : Mobilier Magis, Tour de Mostro, Venise (Italie)
- 2011 : Centre culturel pour la Communauté META Chile, Concepción (Chili)
- 2011 : Habitations à usage mixte Saatrasta, Bombay, Maharashtra (Inde)
- 2011 : Complexe Studio Mumbai, Chondi, Maharashtra (Inde)
- 2011 : Maison Carrimjee, Kankeshwar, Maharashtra (Inde)
- 2011 : Maison Parekh, Chondi, Maharashtra (Inde)
- 2011 : Tour résidentielle, Bombay, Maharashtra (Inde)
- Design d’objets

## Prix
- 2007 : Prix du design d’excellence pour la Leti 360 Resord
- 2007 : Prix du design pour l’Asie, Centre du Design, Hong Kong
- 2008 : Nommé au prix des Architectes Emergents pour la Maison Palmyra, Revue Architectural, Londres, Royaume-Uni
- 2009 : Reconnaissance du mérite en design pour la Maison Palmyra
- 2009 : Prix du Design pour l’Asie, Centre du Design, Hong Kong
- 2009 : Global Award for Sustainable Architecture, Paris
- 2010 : Finaliste, 11e Cycle de Aga Khan Prix pour l’Architecture
- 2010 : Mention spéciale « Work-Place », 12e Biennale d’Architecture de Venise (Italie)
- 2011 : Architecte de l’année, Magazine Inside Outside, Bombay (Inde)

## Quelques projets

### Maison Palmyra, 2011
Située au cœur d’une dense plantation de cocotiers, la maison Palmyra se compose de deux volumes de bois. Le nord contenant les salles de vie, de lecture et le sud, la salle à manger et la cuisine, les chambres et salles de bain elles étant réparties dans les deux. Ces derniers, sont conçus et disposés de manière à pouvoir garder un maximum d’arbres autour. Ici, l’intégration au paysage se fait dans une relation continue et une réciprocité avec le mode d’habiter qui se traduit par une continuité de la tradition et le commencement d’un rituel. Dans cette approche d’une architecture traditionnelle, nous remarquerons l’emploi de l’ain, bois local dur. 
Afin de s’insérer au mieux dans le site, les bâtiments sont orientés vers la mer comme la piscine qui se trouve entre eux. De plus, notons l’utilisation dans les finitions, de teck et de stuc gris/vert en  allusion au lichen sur la base des cocotiers. Plusieurs jeux de lumière sont également présents au sein de ce projet. Tout d’abord, l’alternance entre reflets / espaces sombres / lumineux / semi-obscurs dans le parcours jusqu’à la maison. Puis, la structure bois des bâtiments, qui filtre l’air et la lumière qui inonde de manière suave les différents espaces.

http://www.studiomumbai.com/palmyra_images.html

### Maison Tara, 2005
Il s’agit ici d’un projet destiné à être un ensemble d’habitations pour différentes génération appartenant à une même famille. Le bâtiment est conçu comme un grand bâtiment disposé autour d’un jardin tropical. Afin d’accentuer cette disposition, différents niveaux sont créés pour assurer différents niveaux d’intimité et concevoir le jardin comme un espace occupé le jour. 
Ce jardin qui occupe une place importante recèle une particularité, celle de recouvrir un sous-sol dans lequel est stockée l’eau qui alimente la maison et le jardin. Remarquons que le niveau de l’eau varie en fonction des courants marins dus à la proximité de la mer. Ainsi, cet espace souterrain, est un stockage mais peut également être vu comme une piscine, dont l’air, la pluie et la lumière sont apportés grâce à de multiples trous circulaires qui donnent dans le jardin. 
En jeu avec la nature environnante et la lumière, les façades sont composées de lames de bois qui protègent et occultent mais révèlent à la fois des vues en fonction des endroits. Les murs intérieurs, eux, sont en stuc poli de couleur graphite qui en plus de créer des variations d’ombres plus ou moins présentes, reflètent la végétation. De plus, un jeu progressif d’ouverture de l’espace est affirmé par la succession d’espace clos, de véranda, de proche pour finir par le jardin.

http://www.studiomumbai.com/tara_house_images.html

### Work-Place, Biennale de Venise, 2010
Le Studio Mumbai a été invité à la Biennale de Venise par Kazuyo Sejima qui est la curatrice de la Biennale. L’équipe composant ce studio, a été convié afin de retranscrire au cours d’une exposition, l’atmosphère unique qui règne dans leurs locaux. En effet, maquettes, prototypes à échelle 1:1, meubles et détails de construction caractérisent cette ambiance combinant différents savoir-faire. Le résultat de cette exposition, est une accumulation organisée de multiples matériels de travail qui constitue un catalogue grandeur nature de leur production et surtout de la collaboration qui règne entre les divers corps de métiers qui forment ce studio. Car l’enjeu est là, démontrer que l’outil principal est le dialogue entre tous les intervenants, qui apportent au projet toute la connaissance qu’ils ont dans un domaine et affirmer que chacun est utile au projet, en lui donnant la place qu’il mérite de la conception à la réalisation. Ainsi, cette exposition ne présente pas de projet fini, mais différentes étapes sous forme de phase d’étude, qui apparaissent nécessaires à la compréhension du projet et amplifie ce fort échange collectif, qui domine au sein du studio.

## Expositions
- 2008 : « Selected Works. High-Tech & Tradition », Centre de Design, Tokyo (Japon)
- 2009 : « Prix Global de l’Architecture Durable », Institut Français de d’Architecture, Paris (France)
- 2010 : « Maison Copper II », Projets de maisons GA, Tokyo (Japon)
- 2010 : « Selected Works », Association pour un centre Architecture Anthropologie Territoire et Le Vitra Design, « Learning from vernacular » Rossinière (Suisse)
- 2010 : « Work Place », 12e Biennale de Venise (Italie)
- 2010 : « In-Between Architecture1:1 Architects Build Small Spaces», Musée Victoria & Albert, Londres (Royaume-Uni)
- 2010 : GA Houses Project
- 2011 : « Études Route d’Inde », Musée d’Art Contemporain, Lyon (France)
- 2011 : « Selected Works », École Polytechnique Fédérale Lausanne (EPFL) et Archizoom
- 2011 : « Folies d’architecture », Fondation Cartier pour l’Art Contemporain, Paris (France)
- 2011 : « Selected Works », Sitterwek, St Gallen (Suisse)
- 2011 : « Selected Works », Vorarlberger Architektur Institut, Dornbirn
- 2011 : « Selected Works », MOT Musée d’Art Contemporain, Tokyo (Japon)
- 2011 : « Barbershop », Dessin de papier peint à Brioni, Milan (Italie).
- 2023/2024 : "Le souffle de l'architecte" du 9/12/23 au 21/04/2024.

Fondation Cartier pour l'art contemporain, Paris (France)

## Publications
- Avril 2007 : Wallpaper
- 2007 : A +U n°445
- Novembre / Décembre 2007 : AD
- Mars 2008 : Architectural Review
- Avril 2008 : Architectural Record
- Mai 2008 : Domus 914
- Juin 2008 : Detail
- Juin 2008 : Grazia Casa
- Juillet 2008 : Interior design China
- Août 2008 : Domus 916
- Septembre / Octobre 2008 : Vogue Living, Australie
- Octobre 2008 : Departures
- Décembre 2008 : Architectural Review Awards
- Avril 2009 : AD, Allemagne
- Mai 2009 : GA Houses
- 2009 : Collection – Houses
- 2009 : 10 X 10/3
- 2009 : Arquitectura Viva 125
- 2009 : Abitare La Terra
- 2009 : The Plan 037
- Janvier 2010 : GA Houses
- Mars 2010 : GA Houses
- Mai  2010 : GA Houses
- Mai 2010 : A + U